# Mona Eltahawy
Mona Eltahawy (en árabe: منى الطحاوى‎ ), Port Said, 1 de agosto de 1967 es una periodista, escritora y militante feminista egipcia-estadounidense, con residencia en El Cairo y Nueva York.

## Biografía
Adquirió la ciudadanía estadounidense en 2011 después de sufrir un ataque en el que la violaron y le rompieron un brazo y una pierna en la Plaza Tahrir mientras cubría los acontecimientos de la revolución egipcia. Ha escrito análisis y editoriales para las publicaciones en el mundo entero sobre Egipto y el mundo islámico, sobre los problemas de las mujeres y temas políticos y sociales. Su trabajo se ha publicado sobre todo en Washington Post, The Nueva York Times, Christian Ciencia Monitor y Miami Herald.
Ha sido también analista en radio y televisión además de dar conferencias en universidades y participar en coloquios en encuentros interreligiosos sobre derechos humanos y la reforma del mundo islámico, el feminismo y las relaciones islamo-cristianas. Habla sobre los derechos de las mujeres en el mundo árabe y se opone a las mutilaciones génitales femeninas. Su primer libro contra la misoginia en el mundo árabe  Pañuelos e hímenes - Porqué Oriente Medio debe hacer la revolución sexual  fue publicado en mayo de 2015. Denuncia «una mezcla tóxica de cultura y de religión» y en particular la difusión de la interpretación ultraconservadora que llega de Arabia saudita.

## Premios y reconocimientos
- Premio Samir Kassir para la libertad de la prensa en 2009.[7]
- Premio de la Fundación Anna Lindh en 2010.
- Ha sido clasificada 258.º entre las 500 personas del mundo árabe más influyentes en el mundo, por la revista CEO Middle East en 2012.[8]
- Fue seleccionada como una de las 100 mujeres árabes más influyentes del mundo, por la revista CEO Middle East (30.º en marzo de 2013 y 62.º en marzo de 2015), por su activismo cultural y social.[9][10]